# 사곶해군기지
사곶해군기지는 북한 해군 서해함대 8전대의 해군기지이다. 천안함 사건으로 주목받은 북한의 해군기지다.
북한 해군은 서해에 평안남도 남포해군기지, 황해남도 비파곶해군기지 황해남도 해주해군기지 등 3개의 잠수함 기지가 있고, 백령도에서 50 km 떨어져 있는 사곶해군기지도 잠수함이 종종 정박하는 것으로 알려져 있다.